# Kariem Hussein
Kariem Hussein (ur. 4 stycznia 1989 w Münsterlingen) – szwajcarski lekkoatleta specjalizujący się w biegach płotkarskich.
Jego ojciec Ehab był reprezentantem Egiptu w siatkówce, a matka jest Szwajcarką. Ma dwie siostry. W młodości trenował piłkę nożną w FC Tägerwilen, jednak doznał przewlekłej infekcji bakteryjnej, która uniemożliwiła mu powrót do dawnej formy, dlatego w 2009 roku zmienił dyscyplinę na lekkoatletykę. Początkowo trenował skok wzwyż, później biegi sprinterskie, ostatecznie decydując się na uprawianie biegów płotkarskich. W 2012 ukończył studia medyczne na uniwersytecie we Fryburgu, po czym rozpoczął studia magisterskie na tym samym kierunku na uniwersytecie w Zurychu.
Bez większego powodzenia startował w 2011 na młodzieżowych mistrzostwach Europy. W 2012 dotarł do półfinału biegu na 400 metrów przez płotki podczas mistrzostw Starego Kontynentu w Helsinkach. W tym samym roku pojechał na igrzyska olimpijskie do Londynu, lecz nie pojawił się na starcie swojego biegu eliminacyjnego na 400 metrów przez płotki z powodu przeciążenia lewej kości śródstopia. Brązowy medalista igrzysk frankofońskich w sztafecie 4 × 400 m z 2013 roku z czasem 3:07,21 s. W 2014 został w Zurychu mistrzem Europy na 400 m ppł z czasem 48,96 s. W 2016 zdobył brąz mistrzostw Europy.
Mistrz Szwajcarii w biegu na 400 m ppł z 2011, 2012, 2013, 2014, 2015 i 2019, wicemistrz z 2009 i brązowy medalista mistrzostw kraju z 2010 roku oraz brązowy medalista halowych mistrzostw Szwajcarii na 60 m ppł z 2011 roku.
Od 2012 reprezentant klubu LC Zürich trenowany przez Flavio Zberga.

## Osiągnięcia
| Rok  | Impreza                              | Miejsce        | Konkurencja                     | Lokata     | Wynik   |
| ---- | ------------------------------------ | -------------- | ------------------------------- | ---------- | ------- |
| 2011 | Młodzieżowe mistrzostwa Europy       | Ostrawa        | bieg na 400 metrów przez płotki | półfinał   | 52,55   |
| 2011 | Młodzieżowe mistrzostwa Europy       | Ostrawa        | sztafeta 4 × 400 metrów         | eliminacje | 3:15,11 |
| 2012 | Mistrzostwa Europy                   | Helsinki       | bieg na 400 metrów przez płotki | półfinał   | 50,81   |
| 2012 | Igrzyska olimpijskie                 | Londyn         | bieg na 400 metrów przez płotki | –          | DNS     |
| 2013 | Uniwersjada                          | Kazań          | bieg na 400 metrów przez płotki | półfinał   | 51,94   |
| 2013 | Igrzyska frankofońskie               | Nicea          | sztafeta 4 × 400 metrów         | 3. miejsce | 3:07,21 |
| 2014 | Mistrzostwa Europy                   | Zurych         | bieg na 400 metrów przez płotki | 1. miejsce | 48,96   |
| 2014 | Puchar interkontynentalny            | Marrakesz      | bieg na 400 metrów przez płotki | 2. miejsce | 48,47   |
| 2015 | I liga drużynowych mistrzostw Europy | Heraklion      | bieg na 400 metrów przez płotki | 3. miejsce | 49,96   |
| 2015 | I liga drużynowych mistrzostw Europy | Heraklion      | sztafeta 4 × 400 metrów         | 6. miejsce | 3:08,08 |
| 2015 | Mistrzostwa świata                   | Pekin          | bieg na 400 metrów przez płotki | półfinał   | 48,59   |
| 2016 | Mistrzostwa Europy                   | Amsterdam      | bieg na 400 metrów przez płotki | 3. miejsce | 49,10   |
| 2016 | Igrzyska olimpijskie                 | Rio de Janeiro | bieg na 400 metrów przez płotki | eliminacje | 49,80   |
| 2019 | Mistrzostwa świata                   | Doha           | bieg na 400 metrów przez płotki | eliminacje | 50,62   |

## Rekordy życiowe
- bieg na 60 metrów przez płotki (hala) – 8,14 s (2011)
- bieg na 110 metrów przez płotki – 14,51 s (2011)
- bieg na 300 metrów przez płotki – 34,87 s (2017), rekord Szwajcarii[25]
- bieg na 400 metrów przez płotki – 48,45 s (2015 i 2017)